# The...
The... là mini-album đầu tay của ban nhạc Hàn Quốc JYJ. Sau một loạt sự kiện với SM Entertainment, Hero Jaejoong, Xiah và Micky Yoochun đã thành lập một ban nhạc có tên JYJ và phát hành mini-album mới.

## Danh sách bài hát

### Jacket A
1. いつだって君に
2. Get Ready
3. Long Way
4. W
5. いつだって君に (instrumental)
6. Get Ready (instrumental)
7. Long Way (instrumental)
8. W (instrumental)

### DVD
1. THANKSGIVING LIVE IN DOME Rehearsal Movie
2. いつだって君に Special Movie

### Jacket B
1. いつだって君に
2. Get Ready
3. Long Way
4. W
5. いつだって君に (Floor on the Intelligence Remix)
6. Get Ready (Caramel Pod Remix)
7. Long Way (DAISHI DANCE Remix)
8. W (The Big Sky In the East ver.)
9. いつだって君に (THANKSGIVING LIVE IN DOME ver.)
10. Get Ready (THANKSGIVING LIVE IN DOME ver.)
11. Long Way (THANKSGIVING LIVE IN DOME ver.)
12. W (THANKSGIVING LIVE IN DOME ver.)

## Xếp hạng

### Bảng xếp hạng Oricon (Nhật Bản)
| Phát hành          | Bảng xếp hạng               | Vị trí cao nhất | Doanh số tuần đầu | Doanh số tổng cộng |
| ------------------ | --------------------------- | --------------- | ----------------- | ------------------ |
| 8 tháng 9 năm 2010 | Oricon Daily Singles Chart  | 1               |                   |                    |
| 8 tháng 9 năm 2010 | Oricon Weekly Singles Chart | 1               | 139,708           | 169,149            |
| 8 tháng 9 năm 2010 | Oricon Yearly Singles Chart |                 |                   |                    |